# Smilax elongatoumbellata
Smilax elongatoumbellata är en enhjärtbladig växtart som beskrevs av Bunzo Hayata. Smilax elongatoumbellata ingår i släktet Smilax och familjen Smilacaceae. Inga underarter finns listade.